# Обри, Аугусто
Аугу́сто О́бри (итал. Augusto Abry; 28 апреля 1849, Неаполь, Королевство Италия — 4 марта 1912, Таранто, Королевство Италия) — итальянский политический и военный деятель, адмирал Военно-морского флота Италии. Один из главных командиров времён Итало-турецкой войны (1911—1912).
В его честь названа часть военно-морских укреплений в городе Таранто.
Адмирал получил особую известность во время Итало-турецкой войны, во время которой командовал множеством дивизий. Он умер 4 марта 1912 года около города Таранто, на борту броненосца «Витторио Эмануэле».

## Биография
Аугусто Орби родился 28 апреля 1849 года в итальянском городе Неаполе.
Начал службу в Военно-морском флоте Италии в 1866 году. Участник Австро-прусско-итальянской войны, во время которой особо отличился в битве при Лиссе. Командовал бронепалубным крейсером Догали, после чего получил первые боевые опыты. В 1893 году, во время военного восстания в Бразилии посетил Рио-де-Жанейро. В 1896—1897 годах командовал крейсером «Савойя».
В мирное время он был депутатом колледжей Неаполя и в период в 1903—1905 годах являлся заместителем государственного секретаря по Военно-морскому флоту Италии (1903—1905), а также занимался общественной деятельностью.